# Polska Zbrojna Historia
Polska Zbrojna Historia – kwartalnik wydawany od 2017 roku przez Wojskowy Instytut Wydawniczy, utworzony przez Ministerstwo Obrony Narodowej. Redaktorem naczelnym jest Anna Putkiewicz. W piśmie publikują historycy wojskowości. Artykuły dotyczą sylwetek, miejsc oraz wydarzeń, które wpisały się w tradycję niepodległościową.